# New England Patriots 2011
La stagione 2011 dei New England Patriots è stata la 42ª della franchigia nella National Football League, la 52ª complessiva e la 12ª con Bill Belichick come capo-allenatore. La squadra si qualificò per il settimo Super Bowl della sua storia, il quinto per Belichick e il quarterback Tom Brady, dove fu sconfitta dai New York Giants, come nel 2007.

## Scelte nel Draft 2011
| Giro | Scelta | Giocatore        | Ruolo | College          |
| ---- | ------ | ---------------- | ----- | ---------------- |
| 1    | 17     | Nate Solder      | T     | Colorado         |
| 2    | 33     | Ras-I Dowling    | CB    | Virginia         |
| 2    | 56     | Shane Vereen     | RB    | California       |
| 3    | 73     | Stevan Ridley    | RB    | LSU              |
| 3    | 74     | Ryan Mallett     | QB    | Arkansas         |
| 5    | 138    | Marcus Cannon    | G     | TCU              |
| 5    | 159    | Lee Smith        | TE    | Marshall         |
| 6    | 194    | Markell Carter   | OLB   | Central Arkansas |
| 7    | 219    | Malcolm Williams | CB    | TCU              |

## Staff
| Staff dei New England Patriots nel 2011 |
| --- |
| Organi dirigenziali - Chairman/CEO: Robert K. Kraft - Presidente: Jonathan Kraft Capo allenatore - Bill Belichick Altri allenatori - Assistente/Offensive Line: Dante Scarnecchia - Sviluppo della forza e della condizione: Harold Nash - Assistente dello sviluppo della forza e della condizione: Moses Cabrera Allenatori dell'attacco - Coordinatore dell'attacco/Quarterback: Bill O'Brien - Assistenti dell'attacco: George Godsey e Josh McDaniels - Running back: Ivan Fears - Wide Receiver: Chad O'Shea - Tight End: Brian Ferentz Allenatori della difesa - Coordinatore della difesa: vacante - Assistente della difesa: Brian Flores - Defensive Line: Pepper Johnson - Linebacker: Patrick Graham - Defensive Back: Josh Boyer - Safety: Matt Patricia Allenatori dello special team - Coordinatore dello special team: Scott O'Brien |

## Roster
| Roster dei New England Patriots nel 2011 |
| --- |
| Quarterback - 12 Tom Brady - 8 Brian Hoyer - 15 Ryan Mallett Running Back - 33 Kevin Faulk - 42 BenJarvus Green-Ellis - 36 Lousaka Polite FB - 22 Stevan Ridley - 34 Shane Vereen - 39 Danny Woodhead KR Wide Receiver - 84 Deion Branch - 11 Julian Edelman PR/CB - 85 Chad Ochocinco - 18 Matthew Slater FS - 10 Tiquan Underwood - 83 Wes Welker Tight End - 87 Rob Gronkowski - 81 Aaron Hernandez Offensive Linemen - 61 Marcus Cannon T/G - 63 Dan Connolly C/G - 72 Matt Light T - 70 Logan Mankins G - 65 Nick McDonald C/G - 77 Nate Solder T - 64 Donald Thomas G - 76 Sebastian Vollmer T - 54 Brian Waters G - 62 Ryan Wendell C Defensive Linemen - 95 Mark Anderson DE - 97 Ron Brace DT - 71 Brandon Deaderick DE - 94 Shaun Ellis DE - 74 Kyle Love DT - 98 Gerard Warren DT - 75 Vince Wilfork DT Linebacker - 52 Dane Fletcher MLB - 59 Gary Guyton OLB/MLB - 90 Niko Koutouvides MLB - 51 Jerod Mayo OLB - 50 Rob Ninkovich OLB/DE - 55 Brandon Spikes MLB - 58 Tracy White OLB Defensive Back - 24 Kyle Arrington CB - 31 Sergio Brown FS - 25 Patrick Chung SS - 44 James Ihedigbo SS - 23 Nate Jones CB/FS - 32 Devin McCourty FS/CB - 27 Antwaun Molden CB - 29 Sterling Moore FS/CB - 41 Malcolm Williams CB Special Team - 48 Danny Aiken LS - 3 Stephen Gostkowski K - 14 Zoltan Mesko P Lista delle riserve - 30 Josh Barrett FS (IR) - 93 Andre Carter DE (IR) - -- Christian Cox MLB - 96 Jermaine Cunningham DE/OLB (IR) - 21 Ras-I Dowling CB (IR) - -- Mike Hartline QB - 69 Kyle Hix T (IR) - 67 Dan Koppen C (IR) - 26 Bret Lockett DB (IR) - 60 Rich Ohrnberger G (IR) - 91 Myron Pryor DT (IR) - 53 Jeff Tarpinian OLB (IR) - 99 Mike Wright DE (IR) Squadra di allenamento - 49 Markell Carter LB - 17 Britt Davis WR - 80 Dorin Dickerson WR/TE - 68 Matt Kopa T - 60 Aaron Lavarias OLB/DE - 47 Mike Rivera MLB - 69 Alex Silvestro DE - 35 Ross Ventrone FS 53 attivi, 13 inattivi, 8 nella squadra di allenamento |
| Legenda - I rookie sono in corsivo. - Il primo ruolo è il principale mentre gli eventuali successivi indicano i ruoli secondari. - (IR) sta per Injured Reserve ed indica la lista ristretta per un solo giocatore infortunato che può tornare ad allenarsi dopo la settimana 6 e a rientrare in prima squadra dopo che questa ha giocato 8 partite. - (NF-Inj.) / (NF-Ill.) stanno rispettivamente per Non-Football Injured e Non-Football Illness ed indicano le liste dove viene inserito un giocatore che ha un infortunio o una malattia non dipendente dal football americano. - (PUP) sta per Physically Unable to Perform ed indica la lista dove viene inserito un giocatore mentre è in attesa di recuperare la condizione fisica. Nella stagione regolare dopo la sesta partita giocata dalla propria squadra, il giocatore ha tempo tre settimane per riprendere ad allenarsi, più tre settimane aggiuntive dal suo rientro agli allenamenti per rientrare in prima squadra. |

## Calendario

### Stagione regolare
| Turno | Ora                | Data               | Avversario          | Risultato          | Record             | Stadio                              | TV                 | Recap              |
| ----- | ------------------ | ------------------ | ------------------- | ------------------ | ------------------ | ----------------------------------- | ------------------ | ------------------ |
| 1     | 7:00 PM EDT        | 12/9/2011          | Miami Dolphins      | V 38–24            | 1–0                | Sun Life Stadium                    | ESPN               | Recap              |
| 2     | 4:15 PM EDT        | 18/9/2011          | San Diego Chargers  | V 35–21            | 2–0                | Gillette Stadium                    | CBS                | Recap              |
| 3     | 1:00 PM EDT        | 25/9/2011          | Buffalo Bills       | S 31–34            | 2–1                | Ralph Wilson Stadium                | CBS                | Recap              |
| 4     | 4:15 PM EDT        | 2/10/2011          | Oakland Raiders     | V 31–19            | 3–1                | O.Co Coliseum                       | CBS                | Recap              |
| 5     | 4:15 PM EDT        | 9/10/2011          | New York Jets       | V 30–21            | 4–1                | Gillette Stadium                    | CBS                | Recap              |
| 6     | 4:15 PM EDT        | 16/10/2011         | Dallas Cowboys      | V 20–16            | 5–1                | Gillette Stadium                    | Fox                | Recap              |
| 7     | Settimana di pausa | Settimana di pausa | Settimana di pausa  | Settimana di pausa | Settimana di pausa | Settimana di pausa                  | Settimana di pausa | Settimana di pausa |
| 8     | 4:15 PM EDT        | 30/10/2011         | Pittsburgh Steelers | S 17–25            | 5–2                | Heinz Field                         | CBS                | Recap              |
| 9     | 4:15 PM EST        | 6/11/2011          | New York Giants     | S 20–24            | 5–3                | Gillette Stadium                    | Fox                | Recap              |
| 10    | 8:20 PM EST        | 13/11/2011         | New York Jets       | V 37–16            | 6–3                | MetLife Stadium                     | NBC                | Recap              |
| 11    | 8:30 PM EST        | 21/11/2011         | Kansas City Chiefs  | V 34–3             | 7–3                | Gillette Stadium                    | ESPN               | Recap              |
| 12    | 4:15 PM EST        | 27/11/2011         | Philadelphia Eagles | V 38–20            | 8–3                | Lincoln Financial Field             | CBS                | Recap              |
| 13    | 1:00 PM EST        | 4/12/2011          | Indianapolis Colts  | V 31–24            | 9–3                | Gillette Stadium                    | CBS                | Recap              |
| 14    | 1:00 PM EST        | 11/12/2011         | Washington Redskins | V 34–27            | 10–3               | FedEx Field                         | CBS                | Recap              |
| 15    | 4:15 PM EST        | 18/12/2011         | Denver Broncos      | V 41–23            | 11–3               | Sports Authority Field at Mile High | CBS                | Recap              |
| 16    | 1:00 PM EST        | 24/12/2011         | Miami Dolphins      | V 27–24            | 12–3               | Gillette Stadium                    | CBS                | Recap              |
| 17    | 1:00 PM EST        | 1/1/2012           | Buffalo Bills       | V 49–21            | 13–3               | Gillette Stadium                    | CBS                | Recap              |

### Playoff
| Turno            | Ora                                       | Data                                      | Avversario                                | Risultato                                 | Record                                    | Stadio                                    | TV                                        | Recap                                              |
| ---------------- | ----------------------------------------- | ----------------------------------------- | ----------------------------------------- | ----------------------------------------- | ----------------------------------------- | ----------------------------------------- | ----------------------------------------- | -------------------------------------------------- |
| Wild Card        | Qualificati direttamente al secondo turno | Qualificati direttamente al secondo turno | Qualificati direttamente al secondo turno | Qualificati direttamente al secondo turno | Qualificati direttamente al secondo turno | Qualificati direttamente al secondo turno | Qualificati direttamente al secondo turno | Qualificati direttamente al secondo turno          |
| Divisional       | 8:00 PM EST                               | 14/1/2012                                 | Denver Broncos                            | V 45–10                                   | 14–3                                      | Gillette Stadium                          | CBS                                       | Recap                                              |
| AFC Championship | 3:00 PM EST                               | 22/1/2012                                 | Baltimore Ravens                          | V 23–20                                   | 15–3                                      | Gillette Stadium                          | CBS                                       | Recap                                              |
| Super Bowl XLVI  | 6:25 PM EST                               | 5/2/2012                                  | New York Giants                           | S 17–21                                   | 15–4                                      | Lucas Oil Stadium                         | NBC                                       | Recap Archiviato il 29 gennaio 2013 in Archive.is. |